# حد هایفلیک
حد هایفلیک (به انگلیسی: Hayflick limit) طول تلومر است که بیش از آن تقسیم سلول متوقف می‌شود. شواهد تجربی نشان می‌دهد که طول تلومر هر دی ان ای بر اثر هر تقسیم به مرور کوچکتر می‌گردد و در نهایت پس از تعداد تقریباً مشخصی تقسیم سلولی به حدی کوچک می‌گردد که به آن طول بحرانی می‌گویند و کوچکتر از آن ممکن نیست.

## تاریخچه
حد هایفلیک اولین بار در سال ۱۹۶۱ توسط لئونارد هایفلیک اناتومیست آمریکایی کشف شد. هایفلیک مشاهده کرد که سلول‌ها تنها به تعداد دفعات مشخصی تکثیر شده و سپس می‌میرند. تعداد دفعات تکثیر همواره ثابت بوده و حدود ۵۰ است.